# Stefano Mei
Stefano Mei (* 3. února 1963, La Spezia) je bývalý italský atlet, běžec na dlouhé tratě, mistr Evropy v běhu na 10 000 metrů z roku 1986.

## Sportovní kariéra
V juniorské kategorii startoval zejména v běhu na 1500 metrů, později se přeorientoval na dlouhé tratě. Na halovém mistrovství Evropy v roce 1986 získal stříbrnou medaili v běhu na 3000 metrů. Ve stejné sezóně se stal v běhu na 10 000 metrů mistrem Evropy pod širým nebem, na poloviční trati získal stříbrnou medaili. Startoval také na evropském šampionátu ve Splitu v roce 1990 – v běhu na 10 000 metrů skončil třetí, na 5 000 metrů doběhl sedmý.